# Rauschendorf (Sonnenberg)
Rauschendorf ist ein Ortsteil der Gemeinde Sonnenberg im Norden des Landes Brandenburg. Bis 1928 war Rauschendorf ein selbstständiger Gutsbezirk.

## Geschichte

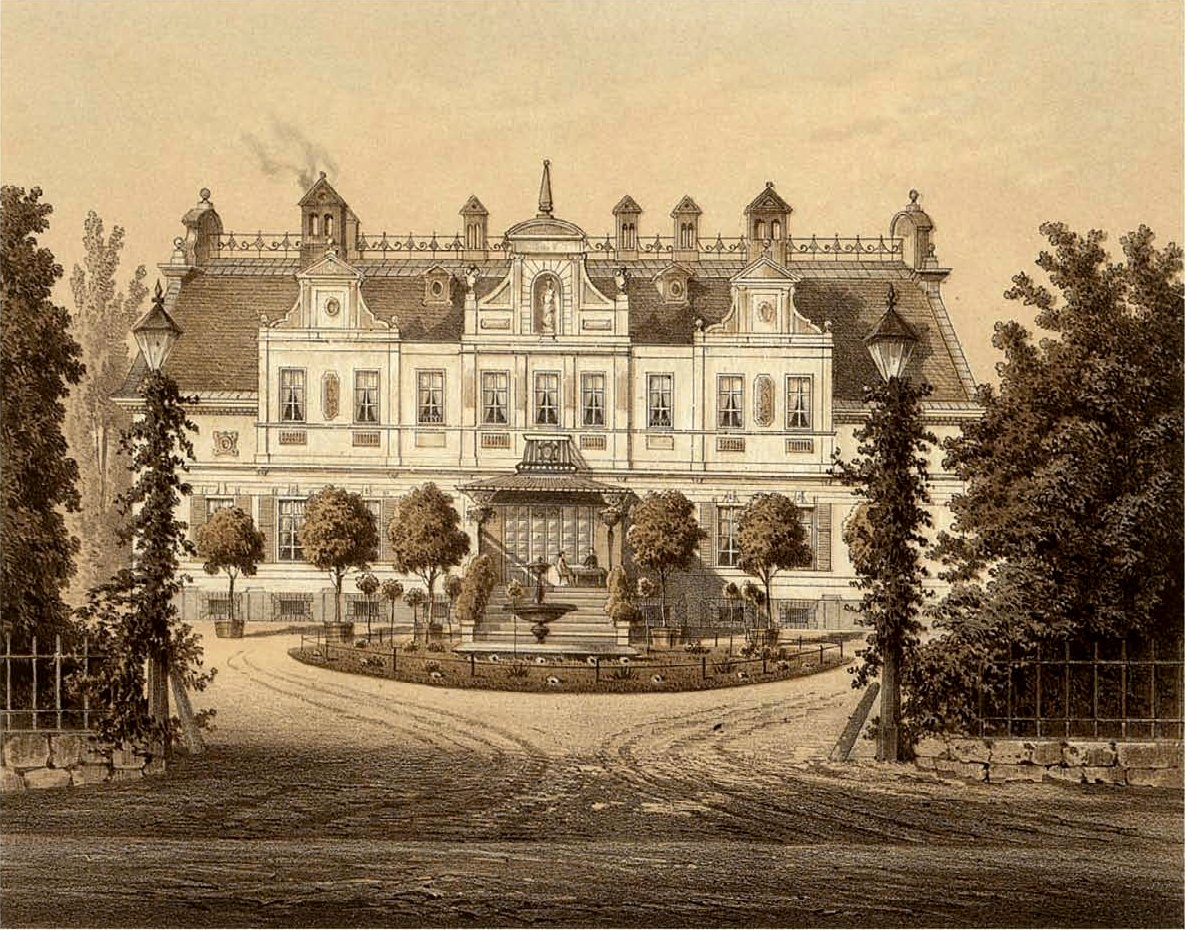
Schloss Rauschendorf um 1860, Sammlung Alexander Duncker

Die erste urkundliche Erwähnung als „Ruschendorp“ (abgeleitet von Ruschen, einer in der Region früher häufigen Binsenart) stammt aus dem Jahr 1524. Die Siedlungsgeschichte von Rauschendorf ist jedoch erheblich älter.
Bei Grabungen um 1880 entdeckte man unweit des Dorfes Fundstücke aus der Zeit des zweiten Jahrhunderts vor Christus – 1883 galt Rauschendorf bei Archäologen und Ethnologen als „interessante und ergiebige Fundstätte“. Die Funde wurden allerdings keiner wissenschaftlichen Auswertung zugeführt, lediglich eine 1882 gefundene römische Fibel aus einem Brandgrab wird heute im Museum für Vor- und Frühgeschichte in Berlin-Charlottenburg verwahrt.
1959 bis 1964 erfolgten weitere umfangreiche Grabungen, die ein frühkaiserzeitliches Urnengräberfeld aus der Zeit des zweiten Jahrhunderts vor Christus belegen ließen. Die Grabbeigaben (Perlen, Kämme, silberne Schließhaken) werden heute im Brandenburgischen Landesmuseum für Ur- und Frühgeschichte in Potsdam verwahrt.
Im 7. oder 8. Jahrhundert wurde die Ortslage von den Wenden. besiedelt. Nach Aufzeichnungen des Freiherrs von Uslar-Gleichen war Rauschendorf eines der letzten Rückzugsgebiete der Wenden – sie waren bis ins 12. Jahrhundert dort ansässig. Fontane schreibt im 19. Jahrhundert von Dörfern im Kreis Ruppin, in denen noch wendisch gesprochen wurde.
Die für wendische Ansiedlungen typische, hufeisenförmige Anordnung der Häuser (Rundlingsdorf) und der anschließenden Felder ist bis heute ablesbar. Auch in die Sagenwelt der Wenden fand das Dorf Eingang: „Dort wo bei Rauschendorf die Alten liegen, soll auch das Grab des (Zwergen)Königs sein.“
Nach der Vertreibung der Wenden fiel die Rauschendorfer Feldmark 1220 an Gebhard von Arnstein. Dieser ließ zur Absicherung seines Besitzes dort einen Rittersitz einrichten. Bis 1524 gehörte die Feldmark Rauschendorf dann den Grafen von Lindow-Ruppin, einer Nebenlinie der Grafen von Arnstein. Mit dem Tode Graf Wichmann I. von Lindow starb dieses Geschlecht 1524 aus und Rauschendorf kam in den Besitz des Kurfürsten Joachim I. von Brandenburg. Zu diesem Zeitpunkt lag das Dorf wüst. Der Kurfürst setzte dort 1528 einen Lehnschulzen ein, zu dessen Aufgaben die Wiederbesiedelung des Dorfes, die Vermessung der Feldmark und die Zuteilung der Äcker gehörten. Vermutlich war auch der Rittersitz (Festes Haus) an der Stelle des heutigen Schlosses unbewohnt, wurde jedoch in den Ritterschaftsmatrikeln zu Aufrechterhaltung der Rechte weitergeführt.
Den Lehnschulzenhof übernahm 1552 die Familie von der Groeben. 1581 erhielt die Familie weitere Ländereien in Rauschendorf und Umgebung auf dem Tauschwege. 1687 wurde der Rittersitz wieder als bewohnt geführt. Nach seiner Heirat 1722 mit einer der Erbtöchter der Familie von der Groeben wurde der alte Rittersitz von Herrmann Graf von Wartensleben abgebrochen und 1723 unter Einbeziehung alter Fundamentmauern das Schloss Rauschendorf errichtet. Eine vormals vorhandene Kirche wurde im Zuge des Wiederaufbaus des Dorfes um 1700 nicht neugebaut, da die Patronatskirche der Familien von der Groeben / von Wartensleben in Meseberg war. Rauschendorf wurde daher in Schönermark (ebenfalls im Besitz des Grafen von Wartensleben) eingepfarrt. 1799 zählte das Dorf 15 männliche, 13 weibliche Einwohner, 39 Kinder sowie 15 Dienstboten (ein Zeichen für den Umfang der Hofhaltung des Schlosses, das zu dieser Zeit im Besitz des Grafen Blumenthal war).
In der folgenden Zeit bis 1945 entwickelte sich der Ort als typisches Gutsdorf. 1928 wurde der Gutsbezirk mit der Gemeinde Sonnenberg unter dem Namen Sonnenberg vereinigt. 1945 erfolgte die Aufteilung des Gutes. 1952 wurde die erste Landwirtschaftliche Produktionsgenossenschaft im damaligen Kreis Gransee mit dem Namen "Karl Marx" gegründet, welche 1991/1992 in die Agrar GmbH Sonnenberg überging. 2009 wurde der alte Dorfteich im Ortskern wiederhergestellt.

### Einwohnerentwicklung
| Datum | Einwohner |
| ----- | --------- |
| 1766  | 72        |
| 1785  | 74        |
| 1800  | 99        |
| 1817  | 97        |
| 1840  | 117       |
| 1858  | 162       |
| 1895  | 184       |
| 1925  | 231       |
| 1980  | 247       |
| 2016  | 153       |

## Kultur und Sehenswürdigkeiten
Neben dem Herrenhaus Schloss Rauschendorf gibt es zwei sehenswerte Alleen, die mittlerweile als Naturdenkmäler eingetragen sind: Die Lindenallee, die in das Dorf führt und als eine der letzten geschlossenen Alleen in Brandenburg gilt, und die Kastanienallee nach Wolfsruh. Weiterhin sind einige der ehemals zum Gutsbetrieb gehörenden Wohnhäuser im Dorfkern mittlerweile denkmalgerecht restauriert.